# Maisie Goes to Reno
Pour plus de détails, voir Fiche technique et Distribution.
Maisie Goes to Reno est un film américain réalisé par Harry Beaumont, sorti le 20 juillet 1944 aux États-Unis et inédit en France. 
Il s'agit de l'avant-dernier épisode de la série « Maisie ». 

## Synopsis
En 1944, la chanteuse Maisie Ravier décide de passer deux semaines de vacances à Reno. Elle promet à Bill Fullerton de l'aider à sauver son mariage avec Gloria. Elle découvre avec l'aide de Flip Hennahan, un employé du casino, que Gloria est victime d'un maître-chanteur. 

## Fiche technique
- Titre : Maisie Goes to Reno
- Réalisation : Harry Beaumont
- Scénario : Mary C. McCall Jr., d'après un sujet de Harry Ruby et James O'Hanlon
- Direction artistique : Cedric Gibbons et Howard Campbell
- Décors : Edwin B. Willis et Helen Conway
- Photographie : Robert Planck
- Son : P. R. Stevens
- Montage : Frank E. Hull
- Musique : David Snell
- Chansons : Sammy Fain et Ralph Freed
- Production : George Haight
- Société de production : Metro-Goldwyn-Mayer
- Distribution : Metro-Goldwyn-Mayer
- Pays :  États-Unis
- Langue : anglais
- Genre : Comédie romantique
- Format : Noir et blanc
- Durée : 90 minutes
- Dates de sortie : 
  - États-Unis : 20 juillet 1944
  - Inédit en France

## Distribution
- Ann Sothern : Maisie Ravier
- John Hodiak : Philip Francis « Flip » Hennahan
- Tom Drake : Sgt. Bill Fullerton
- Marta Linden : Winifred « Wini » Ashbourne
- Paul Cavanagh : Roger Pelham
- Ava Gardner : Gloria Fullerton
- Bernard Nedell : J. E. Clave
- Roland Dupree : Jerry
- Chick Chandler : Tommy Cutter
- Bunny Waters : Elaine
- Donald Meek : Mr. Parsons

## Accueil critique
Même si Ava Gardner n’interprète qu'un petit rôle dans ce film, le critique du New York Times, Bosley Crowther la trouve particulièrement mauvaise.  